# Ultima Underworld: The Stygian Abyss
Ultima Underworld: The Stygian Abyss é um jogo eletrônico de RPG em primeira pessoa desenvolvido pela Blue Sky Productions e publicado pela Origin Systems originalmente em 1992 para DOS. Derivado da série Ultima, ele se passa dentro do Grande Abismo Estigiano: um grande sistema de cavernas que contém os restos de uma civilização utópica fracassada. O jogador assume o papel do Avatar – o protagonista da série Ultima – e tenta encontrar e resgatar a filha sequestrada de um barão.
Ultima Underworld foi citado como o primeiro jogo de RPG a apresentar ação em primeira pessoa em um ambiente 3D e introduziu inovações tecnológicas, como a possibilidade de o jogador olhar para cima e para baixo. Seu design combina elementos de simulação com conceitos de jogos eletrônicos de RPG anteriores, incluindo Wizardry e Dungeon Master, o que levou os designers do jogo a chamá-lo de “simulação de masmorra”. Dessa forma, o jogo não é linear e permite uma jogabilidade emergente.
Ultima Underworld vendeu quase 500 mil unidades e foi bem recebido pela crítica; a IGN incluiu o jogo na posição de número 82 no ranking dos 100 melhores RPGs de todos os tempos. Ele influenciou outras desenvolvedoras, como a Bethesda Softworks e a Valve, e foi uma inspiração para jogos como Deus Ex e BioShock. O jogo recebeu uma sequência, Ultima Underworld II: Labyrinth of Worlds (1993), e um novo jogo da série, Underworld Ascendant, foi lançado no final de 2018.